# Dolichocybidae
Dolichocybidae är en familj av spindeldjur. Dolichocybidae ingår i ordningen kvalster, klassen spindeldjur, fylumet leddjur och riket djur.